# Glenis Willmott
Glenis Wilmott (født 4. marts 1951) er siden 2006 britisk medlem af Europa-Parlamentet, valgt for Labour Party (indgår i parlamentsgruppen S&D).
Glenis Wilmott er den længst siddende formand for Labours gruppe i Europa-Parlamentet. Hun overtog posten i januar 2009.
I 2012 blev hun medlem af Labours hovedbestyrelse, og her var hun kortvarigt formand i 2016-2017.